# Tomasz Humiecki
Tomasz Humiecki (zm. 1676) – łowczy podolski.
Był synem Aleksandra, starosty smotryckiego, i Krystyny z Potockich. Miał braci Michała, karmelitę, i Wojciecha, chorążego podolskiego.
Tomasz był rotmistrzem (1656), później pułkownikiem królewskim (1657) i łowczym podolskim (1657). Członek konfederacji tyszowieckiej 1655 roku.
Jego pierwszą żoną była Marianna Ossolińska, córka kasztelana czeskiego; drugą Anna Regina Jarmolińska. Z drugiego małżeństwa miał syna Mikołaja, zmarłego bezpotomnie w 1699 r.